# Afroedura bogerti
Afroedura bogerti (скельний гекон Богерта) — вид геконоподібних ящірок родини геконових (Gekkonidae). Мешкає в Анголі і Намібії. Вид названий на честь американського герпетолога Чарлза Мітчілла Богерта.

## Поширення і екологія
Скельні гекони Богерта мешкають на півдееному заході Анголи (на південь до Південної Кванзи), а також на крайньому північному заході Намібії, в горах Оджіхіпа. Вони живуть в сухих саванах, серед скельних виступів, на висоті від 50 до 2000 м над рівнем моря.